# Корнацька Алла Григорівна
А́лла Григо́рівна Корна́цька — українська акушерка-гінекологиня, докторка медичних наук — 1999, професорка — 2007, лікар вищої категорії, заслужений лікар України.

## Життєпис
Народилася у Львові в сім'ї Марії та Григорія Палагнюків. 1975 року закінчила Чернівецький медичний інститут; працювала лікарем акушером-гінекологом Кам'янець-Подільської центральної районної лікарні. Від 1984 — в Інституті педіатрії, акушерства та гінекології АМНУ.
1986 року захистила кандидатську, 1999-го — докторську дисертації, по темах, що стосуються проблеми безплідності. Працювала молодшою, старшою, провідною та головною науковою співробітницею, врешті — керівницею відділення.
Одружена з Василем Карнацьким, має дочку Ганну та двох синів — Юрія й Ігоря, онучок Софію та Марію.

## Наукова діяльність
Є авторкою понад 150 наукових праць, у тому числі — тез доповідей на науково-практичних конференціях та фахових конгресах, державного та міжнародного рівнів.
Напрями наукових досліджень:
- методи діагностики і лікування неплідності в шлюбі,
- запальні захворювання жіночих статевих органів,
- доброякісні пухлини матки й придатків.

### Серед робіт
- «Стан мінерального обміну у жінок з ендокринною неплідністю», 2000, у співавторстві,
- «Алгоритм апаратного обстеження жінок з порушеною репродуктивною функцією», 2000, у співавторстві з Л. І. Іванютою, А. Є. Дубчак, Кондратюк В. К., Беліс Н. І.
- «Проблеми і перспективи репродуктивної хірургії у жінок з безпліддям», 2008, у співавторстві
- «Стан молочних залоз у жінок з неплідністю», 2009, у співавторстві,
- «Вплив штучного аборту на можливість подальшого дітонародження», 2010, у співавторстві.

### Серед зареєстрованих патентів
- «Спосіб профілактики та лікування доброякісних дисплазій молочних залоз у жінок з ранніми втратами вагітності», 2011, співавтори — Баранецька Ірина Олександрівна, Дубенко Ольга Дмитрівна, Дубчак Алла Єфремівна
- «Спосіб корекції психоемоційного порушення у жінок з ранніми втратами вагітності», 2014, співавтори — Біль Ірина Андріївна, Даниленко Олена Григорівна, Овчар Інна Володимирівна, Флаксимберг Майя Андріївна
- «Спосіб корекції метаболічних порушень у жінок з лейоміомою матки на тлі хронічних запальних захворювань органів малого таза», 2016, співавтори — Даниленко Олена Григорівна, Овчар Інна Володимирівна, Ракша Ірина Іванівна, Трохимович Ольга Віталіївна, Чубей Галина Валеріївна,